# Gravest Hits
 (septembre 2020).
Albums de The Cramps
Songs the Lord Taught Us
(1979)
Gravest Hits est le premier album studio de The Cramps sorti sous forme de EP et sorti sous le label Illegal Records qui a produit le premier single de The Police. L'album est sorti en juillet 1979. L'album a été produit par Alex Chilton et a été enregistré à Memphis en 1977.

## Liste des titres
1. Human Fly
2. The Way I Walk
3. Domino
4. Surfin' Bird
5. Lonesome Town